# اچ‌ام‌اس پورتلند (۱۷۴۴)
اچ‌ام‌اس پورتلند (۱۷۴۴) (به انگلیسی: HMS Portland (1744)) یک کشتی بود که طول آن ۱۴۰ فوت (۴۲٫۷ متر) بود. این کشتی در سال ۱۷۴۴ ساخته شد.